# Ackermann
Ackermann je priimek več znanih oseb:
- Andy Ackermann (*1957), ameriški režiser
- Anton Ackermann (1905—1973), nemški politik
- Betty Ackermann (1924—2006), ameriška igralka
- Diane Ackermann (*1948), ameriška pisateljica
- Forrest J. Ackermann (1916—2008), ameriški pisatelj
- Johann Christian Gottlieb Ackermann, nemški zdravnik
- Karen Ackermann (*1951), ameriška mladinska pisateljica
- Konrad Ernst Ackermann (1710—1771), nemški igralec
- Leopold Ackermann, avstrijski arheolog
- Louise-Victorine-Choquet Ackermann (1813—1890), francoska pesnica
- Otto Ackermann (1909—1960), romunsko-švicarski dirigent
- Nathan Ackermann (1908—1971), rusko-ameriški psihiater
- Peter Ackermann (*1934), nemški slikar
- Ronny Ackermann, nemški nordijski kombinatorec
- Rosemarie Ackermann (*1952), nemška atletinja
- Wilhelm Ackermann (1896—1962), nemški matematik